# Idioma chono (Chile)
El idioma chono es una lengua indígena americana extinta o un grupo de ellas que habrían hablado los chonos, nombre que designa a uno o más pueblos nómadas de los canales del sur de Chile. A este idioma se atribuye el origen de la toponimia indígena de la zona habitada en algún momento por chonos y que no puede explicarse mediante el mapudungun (la lengua de los mapuches).
Aparte de la toponimia, el único testimonio directo es un catecismo del siglo XVIII, sin traducción al español.

## Historia y documentación

### Cronistas y sacerdotes españoles
En los relatos de los primeros años de la conquista de Chile y los dejados por los misioneros de la Misión Circular existen descripciones, a veces contradictorias, de las gentes que habitaban los canales patagónicos.
En la expedición que Juan Ladrillero y Francisco Cortés Ojea realizaron entre 1557-1558 al estrecho de Magallanes, el segundo describió a los indígenas que encontraron entre la boca del Guafo y la península de Taitao:

...en esta tierra habitan unos indios marinos que traen unas canoas de tres tablas, en la manera que son las de los Coronados, empero hablan otra lengua que los de los Coronados no entienden...
Francisco de Cortés Hojea, Viaje del Capitán Juan Ladrillero al descubrimiento del Estrecho de Magallanes

Los sacerdotes de la Compañía de Jesús arribaron a Chiloé en 1609; los primeros en llegar fueron los padres Juan Bautista Ferrufino y Melchor Venegas. Se dedicaron a la evangelización de los cuncos, huilliches y payos, así como a la atención espiritual de la población española residente, pero también emprendieron viajes a los archipiélagos australes en busca de indígenas canoeros con intención de convertirlos al cristianismo. Melchor Venegas relata en una carta de 1612 que Ferrufino es el autor de un "Catecismo de la Doctrina Christiana" y de un "Arte y Vocabulario de la Lengua Chono", ambas desaparecidas, aunque no hay acuerdo con respecto al autor, porque Pedro Lozano en su "Historia de la Compañía de Jesús en la Provincia del Paraguay" de 1754 atribuye dos obras de título parecido al padre Mateo Esteban, llegado a Chiloé en 1611, e incluye parte del relato que hizo el sacerdote de su ministerio en las islas Guaitecas, tomado de las mismas cartas anuas del propio Ferrufino:

Por la Gracia de Nuestro Señor que me quiso consolar, intenté hacer un Catecismo en su lengua chona que es muy diferente y muy dificultosa en la pronunciación que esta general, y la acabé en día y medio, traduciendo las tres oraciones y mandamientos y acto de constricción y, además de esto, todo el Catecismo con preguntas y respuestas...
Mateo Esteban, en Venegas, Melchor. 1614. "Cartas anuas de las provincias del Paraguay, Chile y Tucumán de la Cía. de Jesús:1609.1614".

.
El misionero José García estuvo entre los chonos a mediados del siglo XVII y aunque aseguró que su lengua no era un dialecto de la "araucana", no podía decir si estaba emparentada con el idioma de los caucahués o se trataba de lenguas sin relación.
Pasada la época de abandono del catolicismo y relaciones hostiles con los españoles y veliches, entre 1630 y 1710, se asentaron en la isla Guar, en el archipiélago de Calbuco y luego en Apiao, Chaulinec y Cailín, "el confín de la cristiandad", donde estaban bajo la tutela de los jesuitas y exentos de la encomienda en su calidad de "neófitos". Allí estaban en contacto con tres lenguas: el castellano, el mapudungun (en su dialecto veliche) y el caucahué, propio de otro grupo de indígenas canoeros australes y para principios del siglo XIX ya no se diferenciaba lingüística ni culturalmente del resto de la población chilota, si bien hay relatos esporádicos durante el siglo XIX e incluso el siglo XX acerca encuentros con indígenas canoeros que han sido identificados como chonos.
Durante la estancia en Chaulinec, un sacerdote redactó una "Doctrina para los viejos chonos" en la lengua chona; este es el único testimonio del idioma que ha perdurado. Esta doctrina fue copiada dentro de la Noticia de la lengua de los Yndios Chonos, en que se señala:

Estos Yndios tienen su lengua particular, mui diferente a la lengua general de Chile y de Chiloé, pero como andaban y comerciaban con los Yndios naturales de Chiloé facilmente entraron en ablar la lengua de los naturales de Chiloé en especial los jóvenes, y para la instrucción de los Chonos viejos habíase formado un breve cathecismo que al presente ya no se usaba, porque ya todos entendían la Lengua General de Chiloé
Noticia de la lengua de los Yndios Chonos.

El manuscrito chono no cuenta con traducción original y fue descubierto por Tentori en el archivo del Collegio Romano. En 1972 fue presentado por Bausani en el XL Congreso de Americanistas en Génova (Italia), mientras que Hanisch lo publicó ese mismo en una versión ligeramente distinta, en un libro acerca de los jesuitas expulsos de Chile. Hasta entonces no se contaba con ningún texto en chono, salvo listas de palabras de veracidad discutida. La traducción estuvo inicialmente a cargo de Tentori, pero falleció antes de completarla; luego se ocupó de ella Alessandro Bausani y se estima que se conocen con certeza alrededor de 20 palabras. Si bien hay similitudes probables con el kawésqar, no son suficiente para sacar conclusiones sobre las relaciones del chono con estas lenguas. Entre las palabras identificadas se encuentran cot (hijo), sap (padre), tas (tres), jo (sí) y yamchiu (no).

### Topónimos de posible origen chono

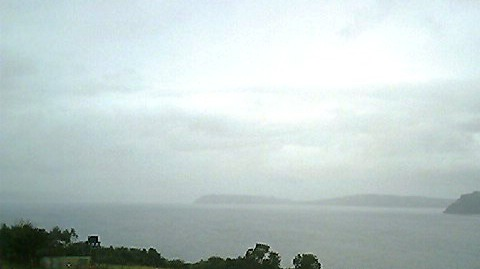
La isla de Linlín (comuna de Quinchao), de cuyo nombre se dice que podría significar "dos cerros".

En los archipiélagos de Chiloé, de las Guaitecas y de los Chonos y en las tierras continentales adyacentes existe toponimia de origen indígena que no ha podido analizarse como procedente del mapudungun, el tehuelche ni el kawésqar. Tales topónimos típicamente contienen terminaciones en -ao, -ec, -ac o -lin. Para Alejandro Cañas Pinochet Jorge Ibar Bruce y Ramírez Sánchez, entre otros investigadores, estos nombres geográficos serían de origen chono. Se basan para ello tanto en la imposibilidad de relacionarlos con las lenguas conocidas de la zona, como en su ubicación, en sitios que este pueblo frecuentó, empezando por el norte en el canal de Chacao y siguiendo por la costa este de la Isla Grande de Chiloé y las islas que se ubican en su mar interior, hasta los archipiélagos de las Guaitecas, los Chonos y las islas Guayaneco al sur del golfo de Penas.
Ibar Bruce presentó en 1960 un conjunto de etimologías deducidas para estos topónimos de acuerdo a interpretaciones de características físicas de los lugares con topónimo no dilucidado. En la misma línea están los estudios de Ramírez-Sánchez de 1988. Se ha asignado al elemento lin el significado de "cerro", puesto que Guamblin, Linlín y otras islas contienen cerros conspicuos; ao sería una caleta protegida del viento del noroeste ("travesía"); por el contrario ec y ac, sitios sin resguardo de los vientos; y ach, una playa o arena. Se disputa acerca de la partícula -ao, porque según Claudio Wagner, bien podría ser una derivación dialectal del mapudungun, que provendría de we, "lugar". La lista de topónimos que contienen estos elementos incluye a pueblos como Achao o Chacao; islas como Apiao, Quenac, Tac, Caguach, Chaulinec, Tahuenahuec, Meulín o Chelín; y sectores costeros como Manao, Terao, Ichuac. En el libro "Los chono y los veliche de Chiloé" de Cárdenas, Montiel y Hall, se señala sin aclarar cuál es la fuente del dato, que el nombre de la Isla Grande de Chiloé habría sido Ka'wais, "nuestra isla de piedra".

## Clasificación
No existe acuerdo entre los estudiosos acerca de la identidad de esta lengua o su parentesco. Junto a quienes la postulan como una lengua diferente, otros consideran que habría sido un dialecto norteño del idioma kawésqar, lengua hablada por los alacalufes o kawésqar.
Viegas Barros, señala que podría existir un parentesco lejano del chono con el kawesqar o con el yagán. Este autor considera que cerca del 45% del vocabulario y morfemas conocidos del chono podrían estar relacionado con otras formas de estas lenguas, aunque no parece ser más cercano a alguno de los dos.

### Relaciones con el kawésqar
El investigador argentino Manuel Llaras Samitier publicó en 1967 un estudio titulado "El grupo chono o wayteka y los demás pueblos Fuegopatagonia". En él presenta una lista de 97 palabras en un idioma que él llamó wayteka y que consideró contiguo al kawésqar y no emparentado con él. El autor aseguraba haber obtenido este vocabulario de parte de un soldado de ascendencia chona y daba como fechas 1937 o 1931 y como lugares Comodoro Rivadavia o Puerto Santa Cruz. Esta obra y el alegato de un idioma chono independiente del kawésqar cayó en el descrédito por esas inconsistencias del relato, la falta de referencias que permitieran corroborar la información y porque el lingüista argentino Rodolfo Casamiquela encontró que la lista contenía vocablos tomados de otras obras publicadas, junto con términos mapuches, kawésqar y gününa küne.
En su estudio del qawasqar, Clairis considera que los datos son insuficientes para aceptar o rechazar la relación chono-kawésqar o siquiera para atestiguar la existencia del chono. De este modo, resta validez a las conclusiones de Lehmann-Nitsche que lo incluyó como un dialecto del kawésqar y las de Loukotka que emparentaba al chono con el aksánas y negaba la relación de ambas con el kawésqar.

## Descripción lingüística

### Fonología
El sistema fonológico del chono puede ser tentativamente reconstruido a partir de los datos de Basauni (1975). Las sílabas frecuentemente son cerradas, aunque no necesariamente todas lo son. Existen pocos grupos consonánticos, aunque los grupos de vocales son frecuentes. El inventario de consonantes habría sido más o menos como el siguiente:
|                    | Labial | Dental | Alveolar | Palatal | Velar | Glotal |
| ------------------ | ------ | ------ | -------- | ------- | ----- | ------ |
| Nasal              | m      |        | n        | ñ       | ŋ     |        |
| Obstruyente sorda  | p      |        | t        | č       | k     | ʔ      |
| Obstruyente sonora | b      |        |          |         | g     |        |
| Fricativa          | f      | z*     | s        | š       | x     | h      |
| Aproximante        |        |        |          | j       | w     |        |
| Lateral            |        |        | l        | ʎ       |       |        |

La realización fonética de /z*/ no está clara podría realizarse tal vez como /θ/, /ʦ/ o /s̪/.